# كيزو (كيوتو)

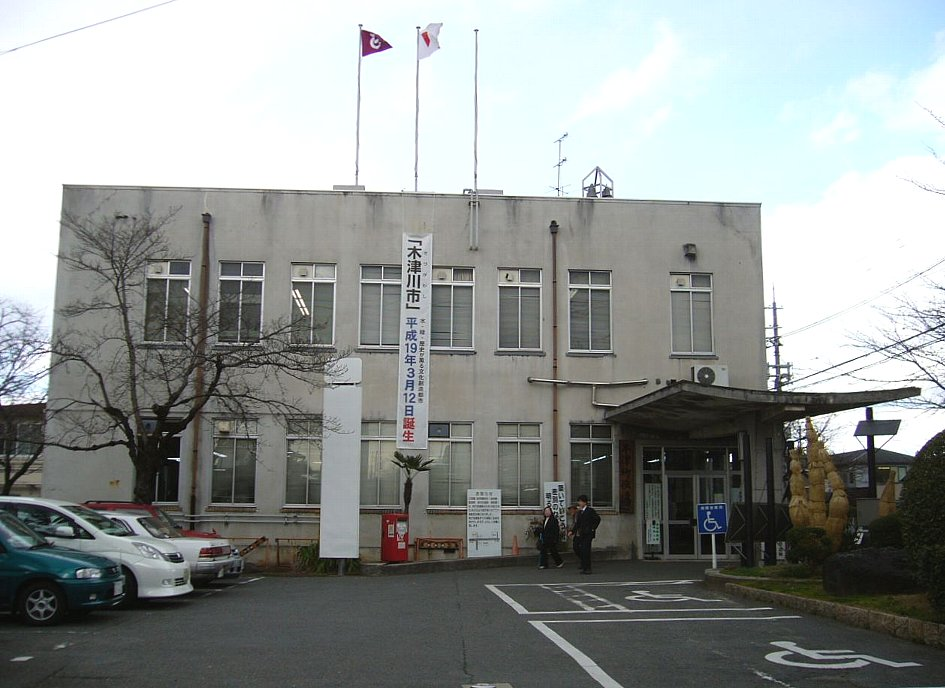

كيزو (بالكانجي: 木津町 كيزو-تشو) هي مدينة تقع في منطقة سووراكو في محافظة كيوتو في اليابان.
وقد بلغ تقدير التعداد السكاني 36,070 نسمة وبكثافة 1,527.10 شخص لكل كم² في عام 2003، كما تبلغ مساحة المنطقة 23.62 كم².
وفي 12 مارس عام 2007 دُمجت كلٌ من كيزو كامو وياماشيرو (جميعها من منطقة سوراكو) مكونةً مدينة كيزوقاوا.

## روابط خارجية
موقع مدينة كيزو الرسمي (بالإنجليزي)
‌